# عبدالمحسن فلاته
عبدالمحسن فلاته (عربی: عبد المحسن فلاته؛ زادهٔ ۱۴ ژوئن ۱۹۹۴) یک ورزشکار اهل عربستان سعودی است.
از باشگاه‌هایی که در آن بازی کرده‌است می‌توان به باشگاه فوتبال الوحده عربستان سعودی و باشگاه فوتبال القادسیه عربستان سعودی اشاره کرد.